# Great Saling
Great Saling är en by i civil parish The Salings, i distriktet Braintree, i England. Den ligger i grevskapet Essex och riksdelen England, i den sydöstra delen av landet, 60 km nordost om huvudstaden London. Civil parish har 261 invånare (2001). Den har en kyrka. År 2019 blev den en del av den då nybildade The Salings. Byn nämndes i Domedagsboken (Domesday Book) år 1086, och kallades då Salinges.
Kustklimat råder i trakten. Årsmedeltemperaturen i trakten är 9 °C. Den varmaste månaden är juli, då medeltemperaturen är 18 °C, och den kallaste är januari, med 0 °C.